# Evolución del lenguaje
La evolución del lenguaje es el campo de la lingüística que trata sobre cómo emergió y evolucionó el lenguaje actual en la línea evolutiva del ser humano. Casi todas las palabras que hoy usamos provienen de formas distintas que ya usaron nuestros antepasados y que, surgiendo por numerosas causas, procesos y factores, fueron evolucionando hacia los estados en los que hoy las conocemos y utilizamos. La mayoría de esos factores que inciden en la evolución de las lenguas responden, curiosamente, a cuestiones extralingüísticas, tales como factores socioculturales, políticos, históricos y geográficos.

## Antecedentes históricos sobre su estudio
El primero en plantear una teoría seria al respecto fue Lord Monboddo, quien en 1729 publicó The Origin and Progress of Man and Lenguaje ("El origen y progreso del hombre y el lenguaje"), obra de gran erudición en la que explicaba el surgimiento del lenguaje humano a partir de las ventajas evolutivas que confirió el mismo: concluía que el lenguaje se desarrolló como un método de supervivencia ventajoso cuando una comunicación clara podía ser determinante para evitar peligros, explicando además las principales características de los idiomas primitivos. En dicha obra, Monboddo emplea argumentos antropológicos y lingüísticos que dejan entrever claramente su compresión y aceptación de mecanismos análogos a la selección natural de Darwin, en el que podría haber influido. Las teorías de Monboddo no fueron muy seguidas, debido sobre todo a las numerosas excentricidades del lord, que nunca fue tomado muy en serio.
El asunto cayó en un relativo olvido hasta la publicación de El origen de las especies, de Darwin: pocos años después de la publicación de este libro, el tema se convierte en algo muy polémico. En 1866 la Sociedad Lingüística de París decidió prohibir el tema, aludiendo a que todas las teorías al respecto eran tan contradictorias entre sí que jamás se podría llegar a un acuerdo. Así, el problema de la evolución del lenguaje quedó suspendido por casi un siglo, siendo luego revivido con la esperanza de que los avances en genética, psicología evolutiva, lingüística y antropología fueran capaces de dar una respuesta.

## Estudios recientes
En los últimos años, diversas investigaciones han apuntado a que el lenguaje humano, respecto a su parte melódica y la estructuración de fonemas, tiene un origen evolutivo común con el lenguaje de los pájaros; incluso, se ha llegado a constatar que los mismos genes que posibilitan el habla humana posibilitan también el canto de las aves. Un total de 55 genes muestran un patrón similar en la actividad del cerebro de los seres humanos y de aquellas aves capaces de aprender nuevas vocalizaciones y de reordenar los sonidos más básicos de su canto para transmitir distintos significados. Sin embargo, la parte pragmática (que es la portadora del contenido del discurso) de nuestro lenguaje habría derivado de nuestros ancestros primates no humanos; y ambas capacidades (melódica y pragmática) se habrían fundido en algún momento de los últimos 100.000 años de evolución, para dar lugar a la forma del lenguaje humano, y con ello al origen de las diferentes lenguas (idiomas) que han sido creadas por los seres humanos.

### Cambios morfológicos y anatómicos
Hablar de la aparición del lenguaje humano, del lenguaje simbólico, por lógica parecería implicar que hay que hablar previamente de la cerebración, y eso es bastante cierto, pero el lenguaje humano simbólico tiene sus antecedentes en momentos y cambios morfológicos que son previos a cambios importantes en la estructura del sistema nervioso central. Por ejemplo, los chimpancés pueden realizar un esbozo primario de lenguaje simbólico basándose en la mímica (de un modo semejante a un sistema muy simple de comunicación para mudos).
Ahora bien, el lenguaje simbólico por excelencia es el basado en los significantes acústicos, y para que una especie tenga la capacidad de articular sonidos discretos, se requieren más innovaciones morfológicas, algunas de ellas muy probablemente anteriores al desarrollo de un cerebro lo suficientemente complejo como para pensar de modo simbólico. En efecto, observemos la orofaringe y la laringe: en los mamíferos, a excepción del humano, la laringe se encuentra en la parte alta de la garganta, de modo que la epiglotis cierra la tráquea de un modo estanco al beber e ingerir comida. En cambio, en Homo sapiens, la laringe se ubica más abajo, lo que permite a las cuerdas vocales la producción de sonidos más claramente diferenciados y variados, pero al no poder ocluir completamente la epiglotis, la respiración y la ingesta deben alternarse para que el sujeto no se ahogue. El acortamiento del prognatismo que se compensa con una elevación de la bóveda palatina facilitan el lenguaje oral. Otro elemento de relevante importancia es la posición y estructura del hioides, ya que su gracilidad y motilidad permiten un lenguaje oral lo suficientemente articulado.
Estudios realizados en la Sierra de Atapuerca (España) evidencian que Homo antecessor, hace unos 800.000 años, ya tenía la capacidad, al menos en su aparato fonador, para emitir un lenguaje oral lo suficientemente articulado como para ser considerado simbólico, aunque la consuetudinaria fabricación de utensilios (por toscos que fueran) por parte del Homo habilis hace unos 2 millones de años, sugiere que en estos ya existía un lenguaje oral articulado muy rudimentario pero lo suficientemente eficaz como para transmitir la suficiente información o enseñanza para la confección de los toscos artefactos.